# モラクセラ・ポーシ
モラクセラ・ポーシ（Moraxella porci）はプロテオバクテリア門ガンマプロテオバクテリア綱シュードモナス目モラクセラ科モラクセラ属の種の一つであり、グラム陰性、カタラーゼおよびオキシダーゼ陽性、好気性、非内生胞子形成性の真正細菌である。髄膜炎を患っているブタの脳から分離された。